# BTV Comedy
bTV Comédia é um canal de televisão búlgaro de base familiar, principalmente de séries de comédia. Ele é parte da bTV Media Group, de propriedade do Central European Media Enterprises. Originalmente lançado em 1997 como a Televisão Triada - uma TELEVISÃO de notícias de ar CNN língua inglesa de notícias, substituiu-se a TV5 Monde terrestre em Sófia. Ele era de propriedade de Krassimir Guergov e Triada Comunicações. Em 30 de setembro de 2005, foi re-nomeado como GTV (às vezes promovida como "A Boa Televisão" e Guergov TV) e começou a ser exibida série de comédia e filmes. O nome atual do canal bTV Comédia de 1 de outubro de 2009, quando bTV assumiu o canal e ele mudou o seu aspecto gráfico, a partir de 1 de dezembro de 2009. O canal foi re-marca novamente em 5 de dezembro de 2014, a aquisição de um novo novo logotipo e novo visual.